# 钼酸银
钼酸银（Ag2MoO4）是一种白色到黄色、立方晶系的晶体。

## 制备
用钼酸钠与硝酸银溶液反应，得到粉末状沉淀的钼酸银，或得到悬浮液。

## 用途
与碘化银混合可用于制特殊玻璃。钼酸银可以传导离子。